# Ліам Грем
Ліам Грем (англ. Liam Graham, нар. 14 серпня 1992, Мельбурн) — новозеландський футболіст, захисник клубу «Окленд Сіті».

## Клубна кар'єра
Народився 14 серпня 1992 року в місті Мельбурні, проте у дитинстві переїздив по різних країнах, проживаючи в Австралії, Сингапурі, Новій Зеландії та Японії. У футбол почав грати у віці 5 років, а 2010 року потрапив до структури італійської «Віченци», де провів два сезони, виступаючи за молодіжну команду, проте до першої команди так і не пробився. 
10 серпня 2012 року Грем підписав перший професійний контракт з «Асколі». Дебютував за команду в Серії Б 24 квітня 2013 року з «Вероною» (0:5), вийшовши на заміну на 77 хвилині. Цей матч так і залишився для гравця єдиним у сезоні, згодом він розірвав передню хрестоподібну зв'язку і залишився без контракту. Після його відновлення він провів кілька місяців підтримуючи форму з «Савоною»
У 2014 році Грем підписав контракт з «Монцею», яка віддала його в оренду в клуб «Про Патрія». Дебютував за новий клуб захисник у вересні 2014 року у грі з «Зюйдтіролем». Всього до кінця року Ліам зіграв за клуб 5 матчів у Лезі Про, третьому італійському дивізіоні.
У жовтні 2015 року Грем став гравцем клубу Першої ліги Англія «Честерфілд», де так і не дебютував, через що у березні 2016 року був відданий в оренду в клуб «Вайтгок» з Національної ліги Південь, шостого англійського дивізіону. Тут футболіст став основним гравцем, зігравши до кінця сезону у 15 матчах. Влітку 2016 року Грем повернувся в «Честерфілд» і зіграв 4 матчі у третьому за рівнем дивізіоні Англії, проте у листопаді зазнав ще одного пошкодження колінного суглоба в передній хрестоподібній зв'язці, через що «вилетів» до кінця сезону.
У вересні 2017 року уклав контракт з новозеландським клубом «Окленд Сіті». Станом на 24 листопада 2017 року відіграв за команду з Окленда 3 матчі в національному чемпіонаті.

## Виступи за збірні
2011 року залучався до складу молодіжної збірної Нової Зеландії для участі у Молодіжному чемпіонаті ОФК, де зіграв в одному матчі групового етапу проти Соломонових островів (3:0), а його збірна здобула золоті медалі турніру. Перемога дозволила новозеландцям взяти участь у молодіжному чемпіонаті світу
, проте в заявку на той турнір Грем вже не потрапив.
У вересні 2016 року Грем отримав свій перший виклик до національної збірної Нової Зеландії для турне по Північній Америці. На ньому він і дебютував за збірну 8 жовтня в товариському матчі з Мексикою (1:2).

## Титули і досягнення
- Переможець Молодіжного чемпіонату ОФК (1):

Нова Зеландія (U-20): 2011